# Muntanya de la Sala
La Muntanya de la Sala és una muntanya de 665,7 metres d'altitud que es troba en el límit dels termes municipals de Monistrol de Calders, de Castellterçol i de Granera, al Moianès.
Està situada a l'extrem de llevant del terme monistrolenc, en el sud-oest del de Castellterçol, i al de ponent del de Granera, a la dreta de la riera de Sant Joan i a l'extrem de ponent de la Serra de l'Olleret. També és a ponent de la Baga del Miracle, al nord-oest del Coll de la Baga del Miracle, o Coll de Muntanya, i al sud-oest de la Sala de Sant Llogari i de l'església romànica de Sant Llogari de Castellet.
De fet, la Muntanya de la Sala és una muntanya amb tres turons dominants, del qual el central és el més alt. 188 metres més al nord hi ha el segon, de 657,3 metres d'altitud, i 252 metres al sud-oest el tercer, amb 642,1 m. alt. El més alt és el triterme entre els tres municipis esmentats, mentre que el nord és termenal entre Castellterçol i Monistrol de Calders, i el del sud-oest ho és entre Granera i Monistrol de Calders.
Fins al segle xix, tots els vessants d'aquesta muntanya estaven plens de feixes que contenien ceps, però aquesta enorme extensió de vinya rebé de ple la plaga de la fil·loxera, i s'abandonà els darrers anys d'aquell segle. Fou el primer sector de tot el terme monistrolenc en què s'abandonà el conreu de la vinya.